# Grey's Anatomy : Station 19
Private Practice
Grey's Anatomy : Station 19 (Station 19) est une série télévisée dramatique américaine, créée par Stacy McKee, dont le pilote a été diffusé le 1er mars 2018 en tant que treizième épisode de la quatorzième saison de la série Grey's Anatomy, puis diffusée simultanément depuis le 22 mars 2018 sur ABC aux États-Unis et sur le réseau CTV au Canada.
Après Private Practice, il s'agit de la deuxième série dérivée de la série télévisée Grey's Anatomy, centré sur les personnages sous les ordres d'Andrea « Andy » Herrera au sein de la caserne 19 de Seattle.
La série est diffusée en Belgique depuis le 18 septembre 2018 sur RTL-TVI, en Suisse depuis le 22 septembre 2018 sur RTS Un, en France depuis le 25 septembre 2018 sur TF1, et au Québec depuis le 28 août 2019 sur Séries+ sous son titre original.
La série est disponible en France sur le service Star, accessible via le service Disney+.

## Synopsis
À Seattle, les pompiers de la caserne 19 risquent chaque jour leur vie. Les hommes et les femmes de l'équipe nouent par ailleurs des liens qui ne ressemblent à aucun autre, tout en devant gérer leur vie privée. Andrea « Andy » Herrera, confiante et dure à cuire, a toujours grandi dans la caserne dirigée par son père, le capitaine Pruitt Herrera. Ben Warren, ancien chirurgien au Grey Sloan Memorial, fait ses débuts comme pompier…

## Fiche technique
Sauf indication contraire, les informations mentionnées dans cette section peuvent être confirmées par la base de données cinématographiques IMDb,  présente dans la section « Liens externes ».
- Titre original : Station 19
- Titre français : Grey's Anatomy : Station 19
- Titre québécois : Station 19
- Développement : Stacy McKee et Shonda Rhimes
- Direction artistique : Brian Grego
- Décors : Lisa Clark
- Costumes : Mimi Melgaard
- Photographie : Paul Maibaum et James L. Carter
- Musique : Photek
- Casting : Jamie Castro et Linda Lowy
- Production exécutive : Stacy McKee (saisons 1-2), Shonda Rhimes, Betsy Beers, et Paris Barclay, Krista Vernoff (depuis saison 3)
- Production : Tia Napolitano, Angela Harvey, Phillip Iscove et Christine Larson-Nitzsche
- Coproduction : Ellen Pompeo
- Société de production : Shondaland, Trip the Light (depuis saison 3), ABC Signature
- Sociétés de distribution : Disney-ABC Domestic Television (États-Unis), CTV (Canada),
- Pays d'origine :  États-Unis
- Langue originale : anglais
- Format : couleur
- Genre : drame, action
- Durée : 42 minutes
- Dates de première diffusion : 
  - États-Unis : 1er mars 2018
  - Belgique : 18 septembre 2018
  - Suisse : 22 septembre 2018
  - France : 25 septembre 2018
  - Québec : 28 août 2019

## Distribution

### Acteurs principaux
- Jaina Lee Ortiz (VF : Stéphanie Hédin) : lieutenante puis capitaine (saison 7) Andrea « Andy » Herrera, et fille du capitaine Pruitt Herrera
- Jason George (VF : Denis Laustriat) : Ben Warren, pompier
- Grey Damon (VF : Thibaut Lacour) : lieutenant (saison 1 à 7) Jack Gibson
- Barrett Doss (en) (VF : Déborah Claude) : Victoria « Vic » Hughes, pompier
- Alberto Frezza (en) (VF : Jean-Christophe Dollé) : Ryan Tanner, policier (saisons 1 et 2, invité saison 3 - 30 épisodes)
  - Motif du départ : il a été décidé avec la nouvelle productrice de la série, Krista Vernoff, qu'il était temps d'orienter la série différemment des deux premières saisons pour le personnage d'Andy en tuant son premier amour, Ryan[4]. Il a révélé plus tard avoir été diagnostiqué d'un cancer en juin 2020 et est reparti chez lui à Milan pour être traité[5].
  - Ressort scénaristique : après être revenu à Seattle pour révéler ses sentiments à Andy, Ryan se fait mortellement tirer dessus par un enfant ayant accidentellement eu accès à l'arme de sa mère.
- Jay Hayden (en) (VF : Valentin Merlet) : Travis Montgomery, pompier
- Okieriete Onaodowan (en) (VF : Namakan Koné) : Dean Miller, pompier (saisons 1 à 5 - 66 épisodes)
  - Motif du départ : il aurait ainsi demandé à quitter l'aventure au terme de la saison 4 afin d'entamer un nouveau chapitre de sa carrière, avant de finalement accepter de participer aux premiers épisodes de la saison 5 dans le but d'offrir une véritable fin à son personnage[6].
  - Ressort scénaristique : à la suite d'un explosion de gaz dans un quartier proche de la caserne, toute l'équipe est intervenue sur place afin d'évacuer les résidents et sécuriser le périmètre. Malheureusement, la fuite s'est révélée plus importante que prévu et a donc créé une nouvelle explosion. Pris dans le souffle de celle-ci, de nombreux pompiers ont été blessés, dont Dean Miller qui a rapidement perdu connaissance. Il est décédé sur le trajet qui l'amenait au Grey Sloan Memorial Hospital[6].
- Danielle Savre (VF : Ariane Aggiage) : lieutenant puis capitaine et lieutenant Maya DeLuca-Bishop
- Miguel Sandoval (VF : Philippe Catoire) : Pruitt Herrera, ancien capitaine de la Station 19 et père d'Andy (saisons 1 à 3, invité saison 4 - 44 épisodes)
  - Motif du départ : le départ de l'acteur s'est fait sur décision créative pour les besoins de la trame narrative de la série[7].
  - Ressort scénaristique : il sacrifie sa vie pour sauver celle de sa fille, Andy et des autres membres de l’équipe. Après avoir percé le toit, celui-ci s’effondre et Pruitt se fait emporter par les flammes.
- Boris Kodjoe (VF : Daniel Njo Lobé) : Robert Sullivan, capitaine puis commandant (depuis la saison 2) puis lieutenant (depuis la saison 5)
- Stefania Spampinato (VF : Audrey Sourdive) : Carina DeLuca-Bishop (depuis la saison 4, récurrente saison 3)[8]
- Carlos Miranda (VF : Julien Allouf) : Theo Ruiz, lieutenant (depuis la saison 5, récurrent saison 4)
- Josh Randall (VF : Philippe Valmont) : Sean Beckett, capitaine (depuis la saison 6, récurrent saison 5)
- Merle Dandridge (VF : Laura Zichy) : Natasha Ross, cheffe des pompiers (depuis la saison 6, récurrente saison 5)
- Pat Healy (VF : Sylvain Agaësse) : Michael Dixon, ancien chef des pompiers (saison 6, récurrent saisons 3 et 4, invité saison 5)
  - Ressort scénaristique : à la suite d'un effondrement de sol à la soirée des pompiers. Malheureusement, il se fait écraser par un bloc de béton en restant bloqué un moment mais meurt pendant que Travis essaye de le sauver.

Photos des acteurs principaux
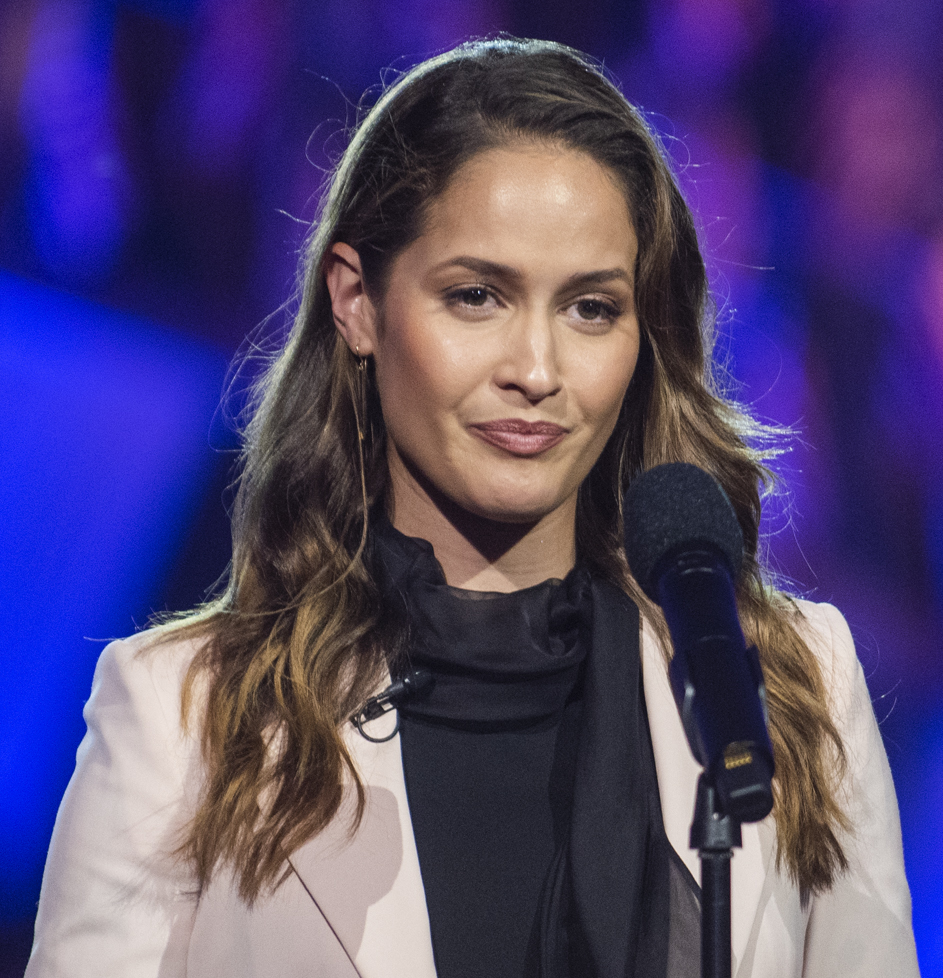
Jaina Lee Ortiz dans le rôle d'Andrea Herrera
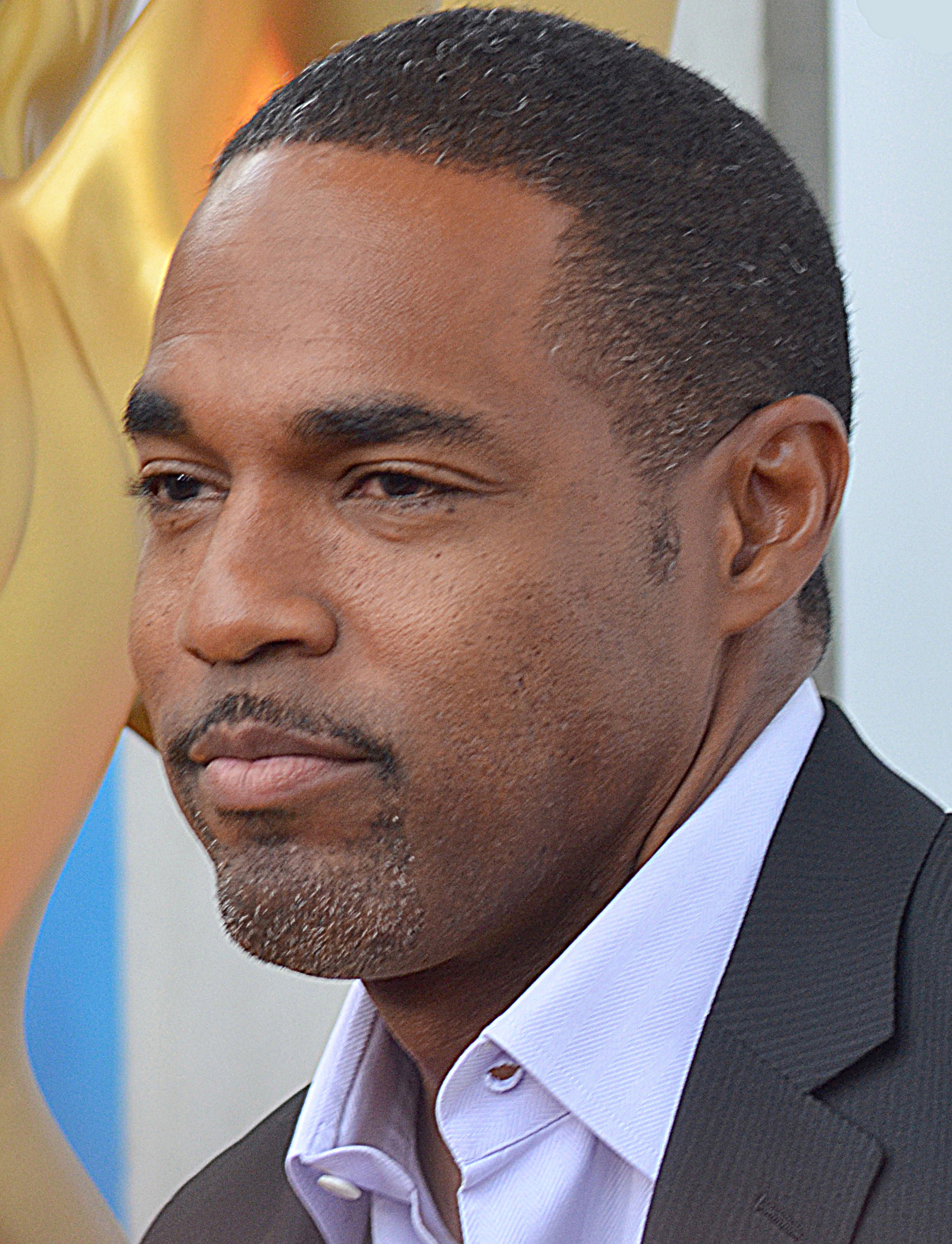
Jason George dans le rôle de Ben Warren
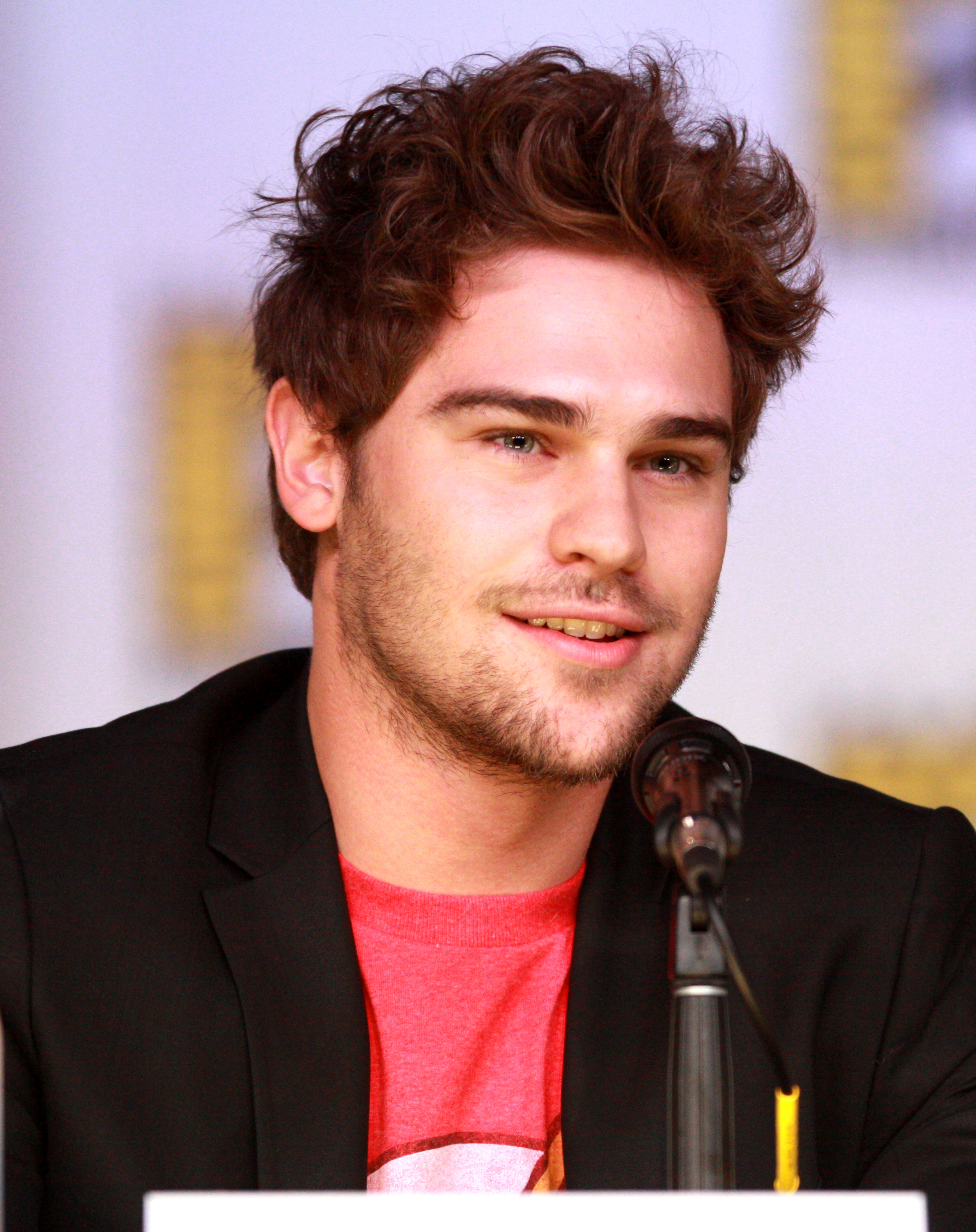
Grey Damon dans le rôle de Jack Gibson
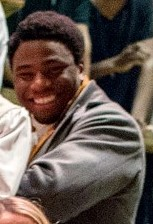
Okieriete Onaodowan (en) dans le rôle de Dean Miller
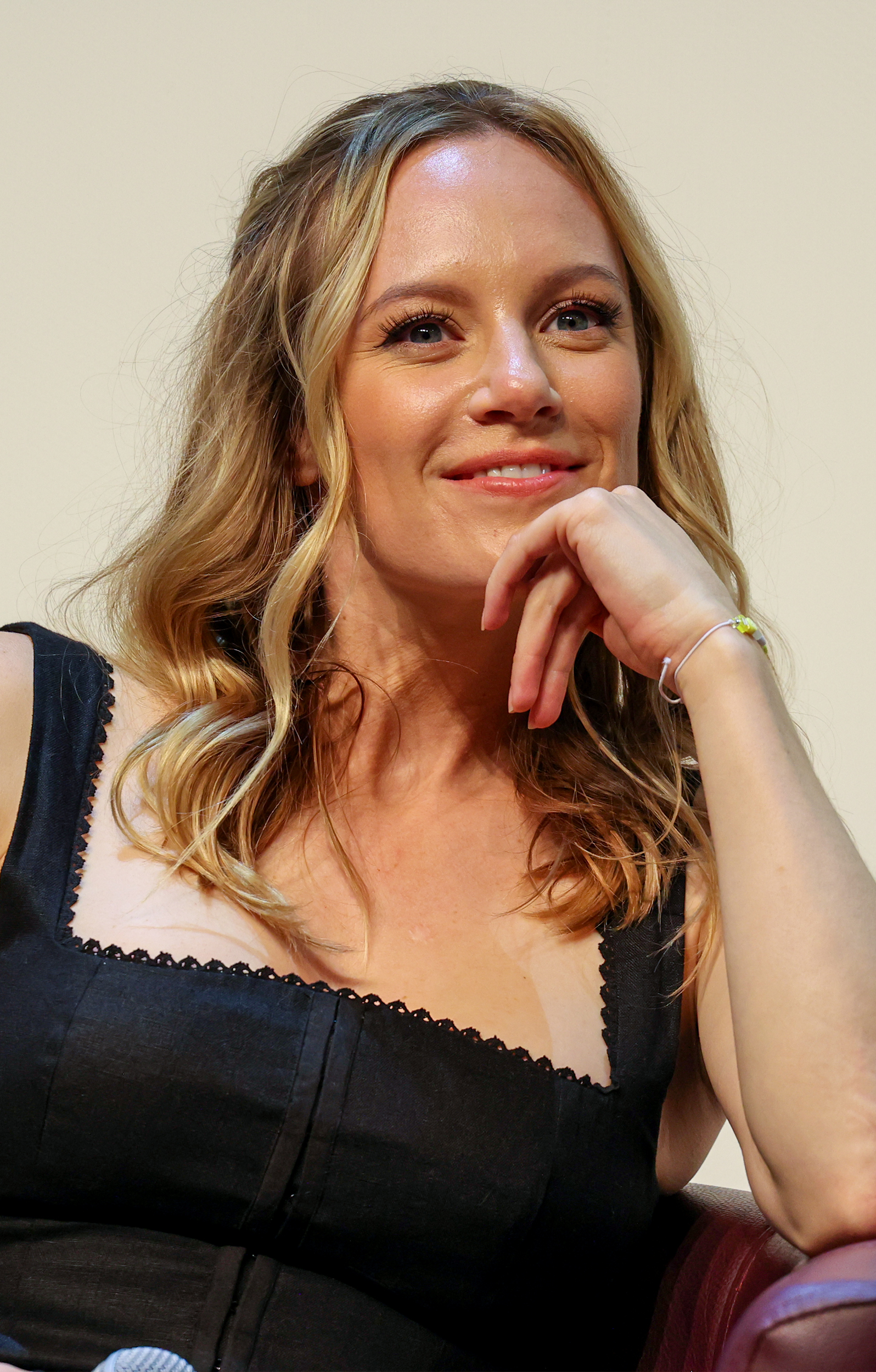
Danielle Savre dans le rôle de Maya Bishop
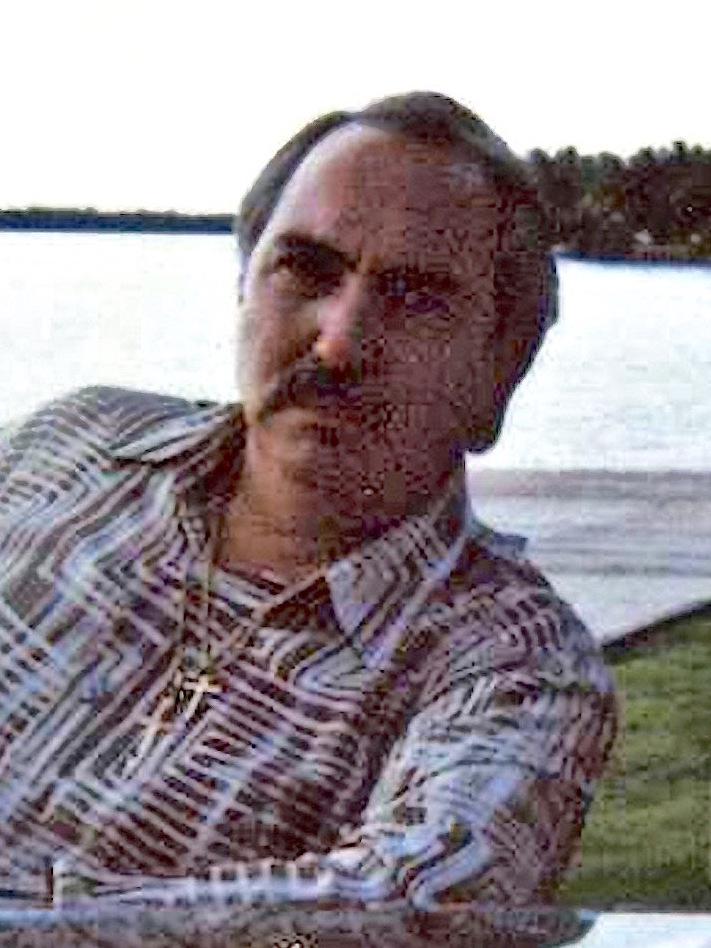
Miguel Sandoval dans le rôle de Pruitt Herrera
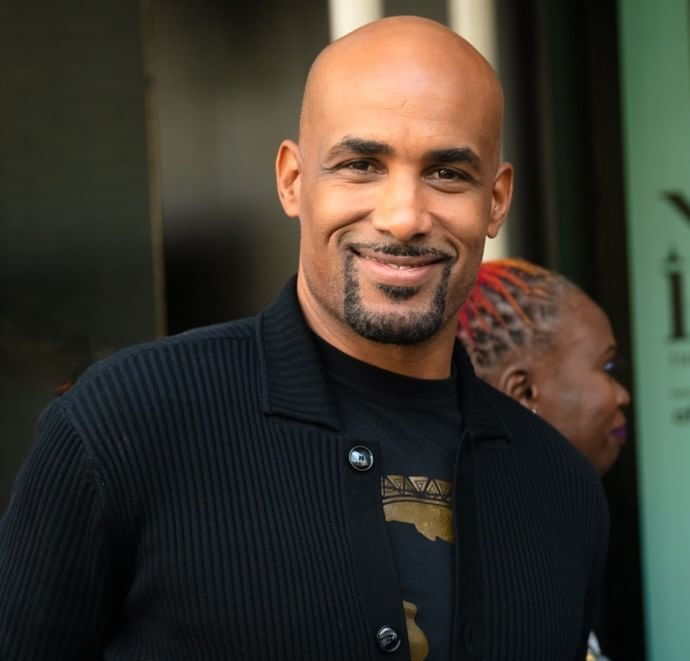
Boris Kodjoe dans le rôle de Robert Sullivan
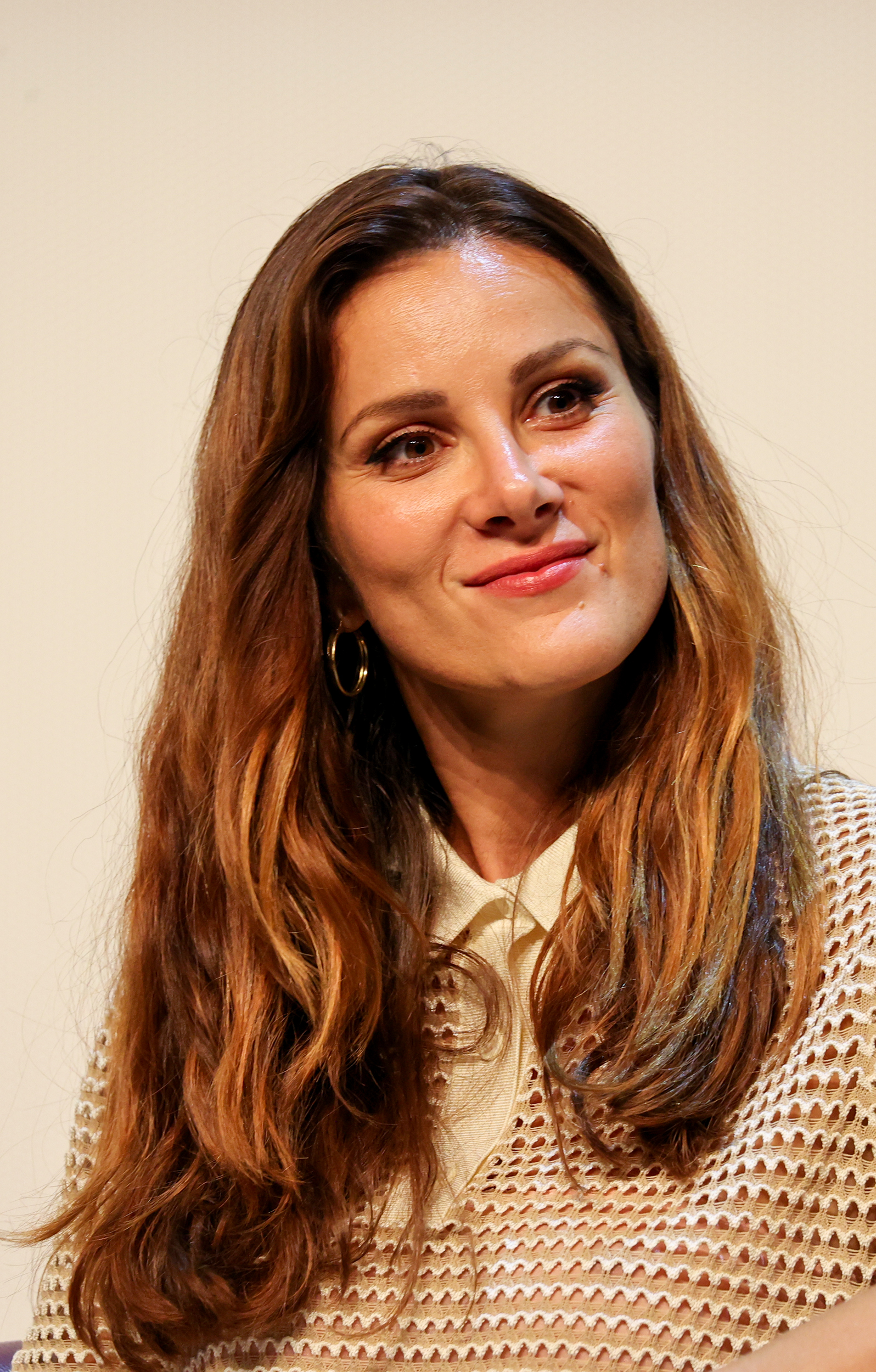
Stefania Spampinato dans le rôle de Carina DeLuca
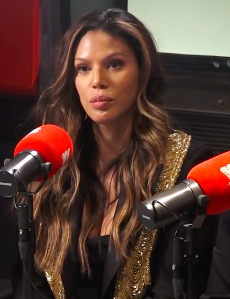
Merle Dandridge dans le rôle de Natasha Ross
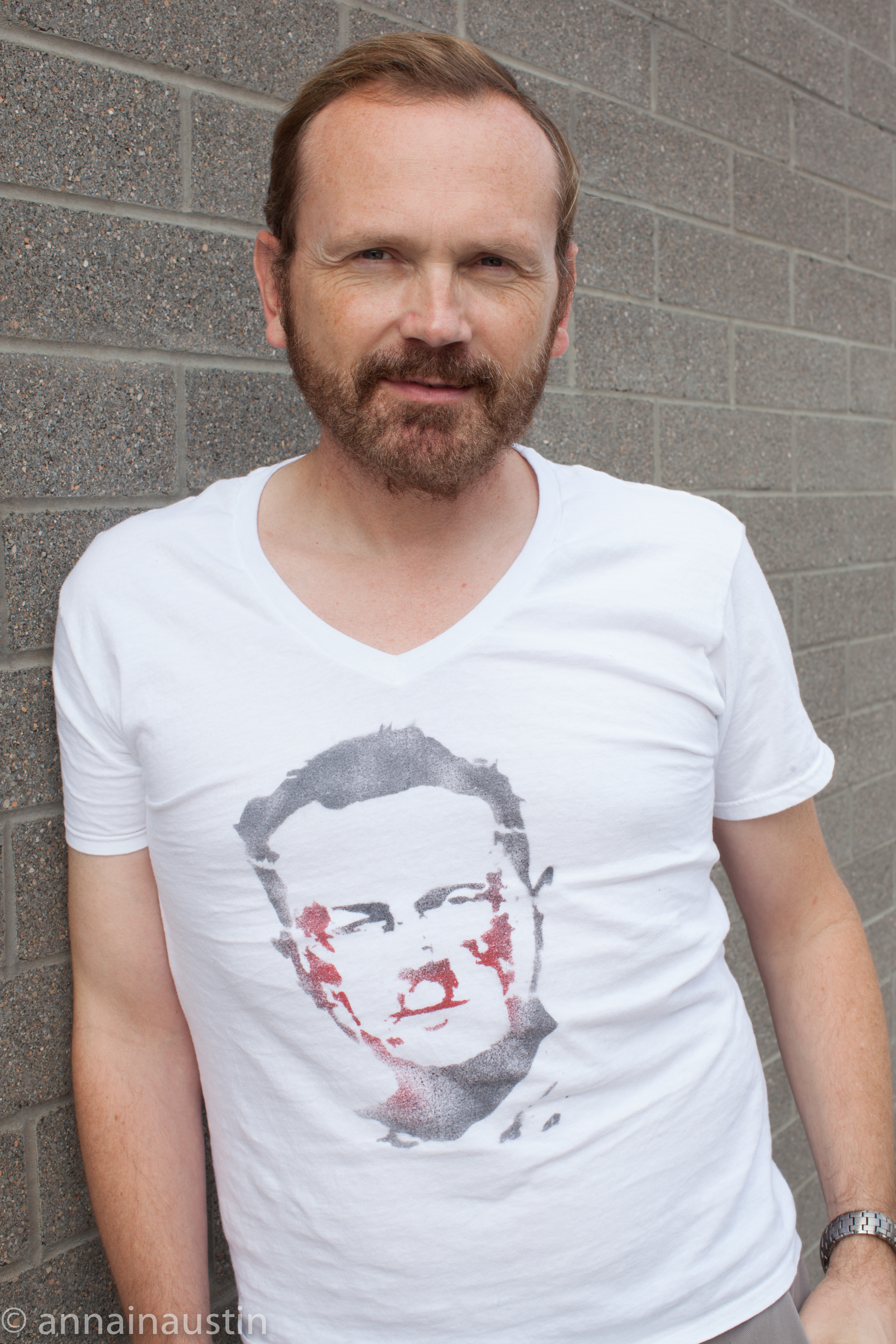
Pat Healy dans le rôle de Michael Dixon

### Invités deGrey's Anatomy
- Chandra Wilson (VF : Zaïra Benbadis) : Dre Miranda Bailey (récurrente saisons 1, 3, 5 et 6, invitée saisons 2, 4 et 7)
- Ellen Pompeo (VF : Céline Mauge) : Dre Meredith Grey (invitée saisons 1, 3 et 6)
- Jaicy Elliot (VF : Diane Kristanek) : Dre Taryn « Hellmouth » Helm (invitée saisons 3 à 7)
- BJ Tanner : (récurrent saisons 1, 3, 4 et 5)
- Jake Borelli (VF : Arnaud Laurent) : Dr Levi Schmitt (invité saisons 1 à 4)
- Giacomo Gianniotti (VF : Damien Ferrette) : Dr Andrea « Andrew » DeLuca (invité saisons 2 et 4)
- Kelly McCreary (VF : Diane Dassigny) : Dre Maggie Pierce (invitée saisons 2, 3 et 6)
- Jesse Williams (VF : Rémi Caillebot) : Dr Jackson Avery (récurrent saison 3)
- Caterina Scorsone (VF : Elisabeth Ventura) : Dre Amelia Shepherd (invitée saisons 3, 4, 6 et 7)
- Kevin McKidd (VF : Alexis Victor) : Dr Owen Hunt (invité saisons 3, 4 et 5)
- Greg Germann (VF : Pierre Tessier) : Dr Tom Koracick (invité saison 3)
- Kim Raver (VF : Juliette Degenne) : Dre Teddy Altman (invitée saisons 3, 5 et 6)
- Alex Landi (VF : Stéphane Fourreau) : Dr Nico Kim (récurrent saison 3)
- Alex Blue Davis : (VF : Maxime Beaudoin) : Dr Casey Parker (invité saison 3)
- Vivian Nixon (VF : Camille Ravel) : Dre Hannah Brody (invité saison 3)
- Devin Way (VF : Laurent Gris) : Dr Blake Simms (invité saison 3)
- James Pickens Jr. (VF : Thierry Desroses) :  Dr Richard Webber (récurrent saison 4, invité saison 5)
- Zaiver Sinnett (VF : Yves Letzelter) : Dr Zander Perez (invité saison 4)
- Niko Terho (VF : Pascal Nowak) : Dr Lucas Adams (invité saison 6)
- Anthony Hill (VF : Stanislas Forlani) : Dr Winston Ndugu (invité saison 6)
- Harry Shum Jr. (VF : Julien Rampon-Lamard) : Dr Daniel « Blue » Kwan (invité saison 6)
- Aniela Gumbs (VF : Kaycie Chase) : Zola Grey Shepherd (invitée saison 6)

 Version française
- Société de doublage : Dubbing Brothers
- Adaptation française : Houria Belhadji et Cynthia Perin
- Direction artistique : Danièle Bachelet

 Source et légende : version française (VF) sur RS Doublage ; Doublage Séries Database; Allodoublage

## Production

### Développement
Le 16 mai 2017, la deuxième série dérivée de Grey's Anatomy a été commandée par ABC.
Stacy McKee, scénariste et productrice exécutive de Grey's Anatomy, est la directrice de la série et productrice exécutive, avec Shonda Rhimes et Betsy Beers en tant que productrices exécutives.
Une saison de dix épisodes a été commandée par ABC.
En juillet 2017, Paris Barclay a signé en tant que réalisateur et producteur exécutif.
En janvier 2018, il a été annoncé qu'Ellen Pompeo a renouvelé son contrat pour le rôle Meredith Grey jusqu’à la saison 16 de Grey's Anatomy, en plus de devenir productrice sur la série, elle est coproductrice exécutive sur la série dérivée. Dans le mois, ABC a annoncé que la série serait intitulée Station 19.
Un épisode de Grey's Anatomy, était initialement prévu pour automne 2017, il sera finalement diffusé le 1er mars 2018, en tant qu'épisode backdoor de la série. Cet épisode introduira le personnage principal de la série dérivée, Andy Herrera, et mettra en valeur une très belle histoire avec Ben Warren en tant que nouvelle recrue, où nous verrons comment il passe d'un monde à l'autre.
Le 11 mai 2018, ABC a renouvelé la série pour une deuxième saison.
Le 10 mai 2019, ABC a renouvelé la série pour une troisième saison. Krista Vernoff sera la nouvelle directrice de la série.
Le 11 mars 2020, la série est renouvelée pour une quatrième saison,.
Le 10 mai 2021, ABC a renouvelé la série pour une cinquième saison.
Le 11 janvier 2022, ABC a renouvelé la série pour une sixième saison.
Le 20 avril 2023, ABC renouvelle la série pour une septième saison.
Le 8 décembre 2023, ABC annule la série après sept saisons.

### Distribution des rôles
Le 26 juillet 2017, Jaina Lee Ortiz a été la première à rejoindre la distribution en tant que premier rôle féminin pour interpréter Andrea « Andy » Herrera.
En septembre 2017, il a été annoncé que Jason George, qui interprète le Dr Ben Warren depuis la saison 6 de Grey's Anatomy, quittera la série pour rejoindre la série dérivée.
Le 6 octobre 2017, Grey Damon rejoint la distribution pour interpréter le lieutenant Jack. Quelques jours après, ils sont rejoints par Jay Hayden pour le rôle de Travis ; Okieriete Onaodowan en tant que Dean ; Danielle Savre pour le rôle de Maya, et Barrett Doss pour le rôle de Victoria,. Ils ont été rapidement suivis par Miguel Sandoval, en tant que capitaine Pruitt et Alberto Frezza en tant qu'agent de police Ryan.
En juillet 2018, Boris Kodjoe rejoint la distribution principal pour interpréter le capitaine Robert Sullivan.
En mai 2019, Brett Tucker (Lucas Ripley, le chef des pompiers), quitte la série.
Début 2020, Alberto Frezza (Ryan Tanner), quitte la série suivi de Miguel Sandoval (Pruitt Herrera).

### Tournage
Le tournage de la première saison de la série a commencé le 18 octobre 2017, et s'est conclu le 2 avril 2018. Il se déroule principalement dans Los Angeles.

## Musique
La musique est très présente dans la série. La bande sonore des épisodes est constituée de chansons généralement interprétées par des artistes de la scène alternative anglophone.

## Épisodes
| Saisons        | Saisons        | Nombre d'épisodes | Diffusion originale sur ABC | Diffusion originale sur ABC |
| Saisons        | Saisons        | Nombre d'épisodes | Début de saison             | Fin de saison               |
| -------------- | -------------- | ----------------- | --------------------------- | --------------------------- |
| Backdoor pilot | Backdoor pilot | 1                 | 1er mars 2018               | 1er mars 2018               |
|                | 1              | 10                | 22 mars 2018                | 17 mai 2018                 |
|                | 2              | 17                | 4 octobre 2018              | 16 mai 2019                 |
|                | 3              | 16                | 23 janvier 2020             | 14 mai 2020                 |
|                | 4              | 16                | 12 novembre 2020            | 3 juin 2021                 |
|                | 5              | 18                | 30 septembre 2021           | 19 mai 2022                 |
|                | 6              | 18                | 6 octobre 2022              | 18 mai 2023                 |
|                | 7              | 10                | 14 mars 2024                | 30 mai 2024                 |

### Pilote hors-saison (2018)
Note : Le pilote (Backdoor) est le treizième épisode de la quatorzième saison, de la série Grey's Anatomy. Il a été diffusé le 1er mars 2018 sur ABC.
1. Trouver sa place (You Really Got a Hold on Me)

### Première saison (2018)
Composée de dix épisodes, elle a été diffusée du 22 mars au 17 mai 2018 sur ABC.
1. Sur des charbons ardents (Stuck)
2. Pas de fumée sans feu (Invisible To Me)
3. Maîtriser l'incendie (Contain the Flame)
4. Rallumer le feu (Reignited)
5. Faire des étincelles (Shock to the System)
6. Baptême du feu (Stronger Together)
7. Combustion (Let It Burn)
8. Faire feu de tout bois (Every Second Counts)
9. Coup de chaud (Hot Box)
10. Cernés par les flammes (Not Your Hero)

### Deuxième saison (2018-2019)
Composée de dix-sept épisodes, elle a été diffusée du 4 octobre 2018 au 16 mai 2019 sur ABC.
1. Renaître de ses cendres (No Recovery)
2. Sous la ville (Under the Surface) (fin d'un cross-over qui commence dans Grey's Anatomy S15E04)
3. Le Chaud et le Froid (Home to Hold Onto)
4. Fer de lance (Lost and Found)
5. Feux de détresse (Do a Little Harm…)
6. Chaleur humaine (Last Day on Earth)
7. Souffler sur les braises (Weather the Storm)
8. Crash (Crash and Burn)
9. Dissiper l'écran de fumée (I Fought the Law)
10. Un train d'enfer (Crazy Train)
11. Baby Boom (Baby Boom)
12. Enfiévré (When It Rains, It Pours!)
13. Noir comme dans un four (The Dark Night)
14. Brûlerie (Friendly Fire)
15. Du feu dans les veines (Always Ready) (fin d'un cross-over qui commence dans Grey's Anatomy S15E23)
16. Bûcher funéraire (For Whom the Bell Tolls)
17. Feu de forêt (Into the Wildfire)

### Troisième saison (2020)
Composée de seize épisodes, elle a été diffusée du 23 janvier au 14 mai 2020 sur ABC.
1. Je connais ce bar (I Know This Bar) (début d'un crossover qui se termine dans Grey's Anatomy, S16E10)
2. Jeux d'enfants (Indoor Fireworks)
3. Situation explosive (Eulogy)
4. Un foyer à reconstruire (House Where Nobody Lives)
5. Feu de camp (Into the Woods)
6. Le Temps d'une nuit (Ice Ice Baby)
7. Au-delà de nos différences (Satellite of Love)
8. Plus qu'une vocation (Born to Run)
9. Les Égarés (Poor Wandering One)
10. Parlez-moi de vous (Something About What Happens When We Talk)
11. Jamais de repos (No Days Off)
12. La Dernière Marche (I'll Be Seeing You)
13. Emporté par le vent (Dream a Little Dream About Me)
14. Quelqu'un de bien (The Ghosts That Haunt Me)
15. Rideau de fumée (Bad Guy)
16. L'Effet d'une bombe (Louder Than a Bomb)

### Quatrième saison (2020-2021)
Composée de seize épisodes, elle a été diffusée du 12 novembre 2020 au 3 juin 2021 sur ABC.
1. Bravo et merci (Nothing Seems the Same) (début d'un cross-over qui commence dans Grey's Anatomy S17E01 et E02)
2. La Jungle (Wild World)
3. Retrouver la flamme (We Are Family)
4. La Rancune en cadeau (Don't Look Back in Anger)
5. Les Raisons de la colère (Out of Control) (début d'un cross-over qui commence dans Grey's Anatomy S17E06)
6. Filature improvisée (Train in Vain) (début d'un cross-over qui commence dans Grey's Anatomy S17E07)
7. Apprendre à voler (Learning to Fly)
8. Pas touche, il est a moi (Make No Mistake, He's Mine)
9. Personne n'est seul (No One Is Alone)
10. Courage, fuyons (Save Yourself) (début d'un cross-over qui commence dans Grey's Anatomy S17E11)
11. C'est reparti (Here It Comes Again)
12. Lève-toi et bats-toi (Get Up, Stand Up)
13. En haute mer (I Guess I'm Floating)
14. Des décisions difficiles (Comfortably Numb)
15. Ne pas oublier (Say Her Name)
16. Le Mariage (Forever and Ever, Amen)

### Cinquième saison (2021-2022)
Elle est diffusée du 30 septembre 2021 au 19 mai 2022 sur ABC.
1. La Résurrection du phœnix (Phoenix from the Flame) (début d'un cross-over qui commence dans Grey's Anatomy S18E01)
2. Programme pilote (Can't Feel My Face)
3. Quelle chaleur (Too Darn Hot)
4. Tout ou rien (100% or Nothing)
5. Le Prix du feu (Things We Lost in the Fire) (début d'un cross-over qui commence dans Grey's Anatomy S18E05)
6. Le Jour d'après (Little Girl Blue)
7. Une maison n'est pas un foyer (A House Is Not a Home)
8. Tout ce que je veux pour Noël, c'est toi (All I Want for Christmas Is You)
9. Retour aux sources (Started from the Bottom) (début d'un cross-over qui commence dans Grey's Anatomy S18E09)
10. À la recherche du fantôme (Searching for the Ghost)
11. Les Petites Choses qu'on fait ensemble (The Little Things You Do Together)
12. Dans mon arbre (In My Tree, Who's Gonna Miss Me?)
13. Acier trempé et feu sucré (Cold Blue Steel and Sweet Fire)
14. Seuls dans l'obscurité (Alone in the Dark)
15. Quand la fête est finie (When the Party's Over)
16. La Jeune Fille et la Mort (Death and the Maiden)
17. Histoires de famille (The Road You Didn't Take)
18. Échapper aux retombées (Crawl Out Through the Fallout)

### Sixième saison (2022-2023)
Elle est diffusée du 6 octobre 2022 au 18 mai 2023 sur ABC.
1. Tornade à Seattle (Twist and Shout)
2. Les Squelettes dans le placard (Everybody's Got Something to Hide Except Me and My Monkey)
3. Les Mains liées (Dancing with Our Hands Tied)
4. Faire face à ses démons (Demons)
5. Contre la montre (Pick Up the Pieces)
6. De l'orage dans l'air (Everybody Says Don't)(début d'un cross-over qui commence dans Grey's AnatomyS19E06)
7. La caserne s'amuse (We Build Then We Break)
8. Une maison d'enfance (I Know a Place)
9. Recrue d'un jour (Come as You Are)
10. Le Simulateur (Even Better Than the Real Thing)
11. Ne pas subir (Could I Leave You?)
12. Au fond du gouffre (Never Gonna Give You Up)
13. De solides fondations (It's All Gonna Break)
14. Tous aux fourneaux (Get it All Out)
15. Photo-chantage (What Are You Willing to Lose)
16. Linge sale (Dirty Laundry)
17. Tout ce que j'ai pu faire (All These Things That I've Done)
18. La Vie de star (Glamorous Life)

### Septième saison (2024)
Cette dernière saison de dix épisodes est diffusée depuis le 14 mars 2024 jusqu'au 30 mai 2024 sur ABC.
1. Femmes aux commandes (This Woman's Work)
2. Un dernier adieu (Good Grief)
3. La Marche des Fiertés (True Colors)
4. Un jour de pleine lune (Trouble Man)
5. Explosion au sommet (My Way)
6. Il faut sauver le soldat Morris (With So Little to Be Sure of)
7. La Cérémonie dans les bois (Give It All)
8. Entre deux mondes (Ushers of the New World)
9. Le Grand Incendie (How Am I Supposed to Live Without You)(début d'un cross-over qui commence dans Grey's Anatomy S19E06)
10. Penser à demain (One Last Time)(fin du cross-over  et dernier épisode de la série)

## Cross-overs
Grey's Anatomy : Station 19 (depuis 2018) a eu plusieurs scénarios croisés (cross-overs) avec Grey's Anatomy.
| Séries concernées           | Séries concernées           | Titres des épisodes | Acteurs faisant une apparition en dehors de leur série | Date de diffusion aux États-Unis | Description |
| Série A                     | Série B                     | Titres des épisodes | Acteurs faisant une apparition en dehors de leur série | Date de diffusion aux États-Unis | Description |
| --------------------------- | --------------------------- | --- | --- | -------------------------------- | --- |
| Grey's Anatomy              | Grey's Anatomy : Station 19 | Trouver sa place (Grey's Anatomy S14E13) (Backdoor pilot)                                                                                              | Invités dans la série A: Jaina Lee Ortiz, Jason George | 1er mars 2018                    | Backdoor pilot Les pompiers de Seattle Ben Warren et Andy Herrera se rendent au Grey Sloan après avoir secouru deux garçons blessés dans l'incendie d'une maison. |
| Grey's Anatomy              | Grey's Anatomy : Station 19 | Certaines vérités (Grey's Anatomy S15E04) Sous la ville (Grey's Anatomy : Station 19 S02E02)                                                           | Invités dans la série A : Jaina Lee Ortiz, Jason George, Okieriete Onaodowan (en) Invités dans la série B : Kelly McCreary, Giacomo Gianniotti                                                 | 11 octobre 2018                  | Épisode en deux parties. Un jeune garçon fait une chute dans les égouts de la ville de Seattle. Les pompiers de la caserne 19 vont tenter de le sauver avec l'aide d'Andrew DeLuca et Maggie Pierce. |
| Grey's Anatomy              | Grey's Anatomy : Station 19 | Je suis un héros (Grey's Anatomy S15E23) Du feu dans les veines (Grey's Anatomy : Station 19 S02E15)                                                   | Invités dans la série A : Jaina Lee Ortiz, Jason George, Boris Kodjoe, Brett Tucker Invités dans la série B : Kelly McCreary                                                                   | 2 mai 2019                       | Épisode en deux parties. Alors qu'ils interviennent pour arrêter un incendie dans une usine de café, les membres de la Station 19 doivent affronter un grand danger. Lucas Ripley, chef des pompiers est transporté au Grey-Sloan.                                                                                             |
| Grey's Anatomy : Station 19 | Grey's Anatomy              | Je connais ce bar (Grey's Anatomy : Station 19 S03E01) Une longue nuit (Grey's Anatomy S16E10)                                                         | Invités dans la série A : Chandra Wilson, Jesse Williams, Alex Landi, Jake Borelli, Jaicy Elliot, Alex Blue Davis Invités dans la série B : Jason George                                       | 23 janvier 2020                  | Épisode en deux parties. La Station 19 s'efforce de sauver les personnes se trouvant à l'intérieur du bar chez Joe, dont la façade a été emboutie par une voiture et menace de s'écrouler. Les docteurs du Grey Sloan s'affairent à sauver la vie de leurs collègues.                                                          |
| Grey's Anatomy : Station 19 | Grey's Anatomy              | Bravo et merci (Grey's Anatomy : Station 19 S04E01) Avant / Après Une fois de trop (Grey's Anatomy S17E01 et 02)                                       | Invités dans la série A : Chandra Wilson, Kevin McKidd, Stefania Spampinato Invités dans la série B : Grey Damon, Barrett Doss (en), Jay Hayden (en), Okieriete Onaodowan (en), Danielle Savre | 12 novembre 2020                 | Épisode en trois parties. La Station 19 et le Grey Sloan s'occupent des effets du COVID-19. Meredith s'évanouit dans le parking, elle a une vision d'elle-même sur une plage, où elle voit Derek. |
| Grey's Anatomy : Station 19 | Grey's Anatomy              | Filature improvisée (Grey's Anatomy : Station 19 S04E06) Un lieu réconfortant (Grey's Anatomy S17E07)                                                  | Invités dans la série A : Giacomo Gianniotti, Stefania Spampinato Invités dans la série B : Danielle Savre, Jason George                                                                       | 11 mars 2021                     | Épisode en deux parties. Carina et son frère Andrew poursuivent une femme soupçonnée d'être liée au trafic d'enfants. Bishop, Warren, Gibson et la police aident à l'attraper et à l'arrêter, mais Andrew est poignardé. Transféré immédiatement au Grey Sloan, Owen et Teddy se battent désespérément pour lui sauver la vie. |
| Grey's Anatomy : Station 19 | Grey's Anatomy              | Le Grand Incendie (Grey's Anatomy : Station 19 S07E09) Seattle en flammes (Grey's Anatomy S20E10) Penser à demain (Grey's Anatomy : Station 19 S07E10) | Invités dans la série A : Invités dans la série B : | 23 mai 2024                      | Épisode en trois parties et final de la série. |

## Narration
À chaque début et fin d'épisode des saisons 1 et 2, Andrea Herrera narre en voix off une réflexion sur son métier de pompier ou plus généralement sur la vie dans son ensemble, sur le modèle de Meredith Grey dans Grey's Anatomy.

## Accueil

### Audiences
| Saisons | Nombre d'épisodes | Jour et heure de diffusion                                    | Diffusion originale sur ABC | Diffusion originale sur ABC | Année     | Audiences (en millions) | Audiences (en millions) | Audiences (en millions) |
| Saisons | Nombre d'épisodes | Jour et heure de diffusion                                    | Début de saison             | Fin de saison               | Année     | Première                | Finale                  | Moyenne                 |
| ------- | ----------------- | ------------------------------------------------------------- | --------------------------- | --------------------------- | --------- | ----------------------- | ----------------------- | ----------------------- |
| 1       | 10                | Jeudi à 21 h                                                  | 22 mars 2018                | 17 mai 2018                 | 2018      | 5,43                    | 5,10                    | 7,36                    |
| 2       | 17                | Jeudi à 21 h                                                  | 4 octobre 2018              | 16 mai 2019                 | 2018-2019 | 5,17                    | 4,82                    | 7,37                    |
| 3       | 16                | Jeudi à 20 h (épisodes 1 à 12) Jeudi à 21 h (épisode 13 à 16) | 23 janvier 2020             | 14 mai 2020                 | 2020      | 7,02                    | 5.91                    | 8,52                    |
| 4       | 16                | Jeudi à 20 h                                                  | 12 novembre 2020            | 3 juin 2021                 | 2020-2021 | 6.59                    | 4.90                    | 7,11                    |
| 5       | 18                | Jeudi à 20 h                                                  | 30 septembre 2021           | 19 mai 2022                 | 2021-2022 | 5.04                    | 4,28                    | 6,16                    |
| 6       | 18                | Jeudi à 20 h                                                  | 6 octobre 2022              | 18 mai 2023                 | 2022-2023 | 4.20                    | 3.72                    |                         |
| 7       | 10                | Jeudi à 22 h                                                  | 14 mars 2024                | 30 mai 2024                 | 2024      | 2.79                    | 2.90                    |                         |

La meilleure audience de la série a été réalisée par le 12e épisode de la troisième saison, (I'll Be Seeing You), avec 7,56 millions de téléspectateurs.
La moins bonne audience a été réalisée par le cinquième épisode de la sixième saison, Pick Up the Pieces, avec 3,52 millions de téléspectateurs.

## Distinctions
Sauf indication contraire, les informations mentionnées dans cette section peuvent être confirmées par la base de données cinématographiques IMDb,  présente dans la section « Liens externes ».
| Année | Prix                                         | Catégorie                                          | Nomination                        | Résultat   |
| ----- | -------------------------------------------- | -------------------------------------------------- | --------------------------------- | ---------- |
| 2019  | Festival del doppiaggio Voci nell'Ombra (it) | Meilleure interprétation dans un rôle secondaire   | Miguel Sandoval                   | Lauréat    |
| 2019  | 40e cérémonie des Young Artist Awards        | Meilleure actrice invitée dans une série télévisée | Emma Loewen (saison 1, épisode 2) | Nomination |
| 2018  | 33e cérémonie des Imagen Awards              | Meilleur programme de primetime - Drame            | Grey's Anatomy : Station 19       | Lauréat    |